# إيفا نافارو
إيفا نافارو (بالإسبانية: Eva Navarro)‏ هي رسامة إسبانية، ولدت في 7 سبتمبر 1967 في مدريد في إسبانيا.